# Іроквой (Іллінойс)
Іроквой (англ. Iroquois) — селище (англ. village) в США, в окрузі Іроквай штату Іллінойс. Населення — 133 особи (2020).

## Географія
Іроквой розташований за координатами 40°49′43″ пн. ш. 87°35′5″ зх. д. / 40.82861° пн. ш. 87.58472° зх. д. (40.828673, -87.584637).  За даними Бюро перепису населення США в 2010 році селище мало площу 1,55 км², уся площа — суходіл.

## Демографія
Згідно з переписом 2010 року, у селищі мешкали 154 особи в 74 домогосподарствах у складі 45 родин. Густота населення становила 99 осіб/км².  Було 92 помешкання (59/км²).
Расовий склад населення:
| - 96,8 % — білих - 1,9 % — осіб інших рас |

До двох чи більше рас належало 1,3 %. Частка іспаномовних становила 2,6 % від усіх жителів.
За віковим діапазоном населення розподілялося таким чином: 12,3 % — особи молодші 18 років, 65,0 % — особи у віці 18—64 років, 22,7 % — особи у віці 65 років та старші. Медіана віку мешканця становила 51,1 року. На 100 осіб жіночої статі у селищі припадало 102,6 чоловіків;  на 100 жінок у віці від 18 років та старших — 95,7 чоловіків також старших 18 років.
Середній дохід на одне домашнє господарство  становив 51 328 доларів США (медіана — 44 375), а середній дохід на одну сім'ю — 66 578 доларів (медіана — 50 938). За межею бідності перебувало 6,9 % осіб, у тому числі 5,3 % дітей у віці до 18 років та 15,2 % осіб у віці 65 років та старших.
Цивільне працевлаштоване населення становило 78 осіб. Основні галузі зайнятості: освіта, охорона здоров'я та соціальна допомога — 20,5 %, роздрібна торгівля — 16,7 %, будівництво — 14,1 %, виробництво — 12,8 %.